# Thomas Ross (officier canadien)
Pour les articles homonymes, voir Thomas Ross.
Thomas Ross était un fonctionnaire et militaire canadien. Il fut un moment le fonctionnaire canadien avec le plus haut salaire. Il est le premier commandant des Governor General's Foot Guards dont il demanda la création.

## Biographie

### Carrière au sein du service civil
Thomas Ross a rejoint le service civil à l'âge de 18 ans en novembre 1839 en tant que commis pour le secrétariat provincial du Bas-Canada. En juin 1858, il devint commis-chef et comptable pour les contingences de la Province du Canada, poste qu'il occupa pendant 28 ans. En 1868, il déménagea à Ottawa lorsque le service civil y déménagea. Un an plus tard, il fut employé par le ministère du Secrétariat d'État. En 1870, il fut transféré au ministère des Finances. C'est au sein de celui-ci qu'il devint le fonctionnaire du service civil avec le plus haut salaire, second de seulement son superviseur immédiat, le sous-ministre des Finances. Il prit sa retraite le 8 juillet 1866 à l'âge de 65 ans.

### Carrière militaire
Thomas Ross a rejoint les Montreal Rifles à l'âge de 17 ans en tant que soldat et fut, plus tard, promu au grade de caporal. Il fut appelé pour le service actif dans la foulée de la Rébellion du Bas-Canada en 1838 et 1839. Il resta en service actif jusqu'à la dissolution de l'unité en mai 1839. En 1861, il rejoint les Civil Service Rifles en tant que soldat et atteint le grade de sergent. Par la suite, il a rejoint l'Ottawa Brigade Garrison Artillery en tant qu'officier. Avec celle-ci, il servit dans le cadre des raids féniens et de la rébellion du Nord-Ouest.
Le 5 juin 1872, il adressa une lettre à l'adjudant général de la Milice canadienne pour lui demander de créer les Governor General's Foot Guards afin de servir comme unité de Garde de cérémonie sur le même modèle que les unités attachées à la maison royal de la British Army. L'adjudant général approuva rapidement sa requête et demanda au ministre de la Milice, Sir Georges-Étienne Cartier de l'approuver le 7 juin 1852. Cela fut fait officiellement le même jour avec la promulgation de l'ordre général de la Milice no 16 qui autorisa la levée d'un bataillon à Ottawa nommé « First Battalion Governor General's Foot Guards ». Thomas Ross en devint le premier commandant. À ce moment, il était également le président du comité de la Musique de l'Ottawa Brigade Garrison Artillery dont les membres formèrent la Musique des Governor General's Foot Guards créée peu après la création du bataillon. Il commanda les Governor General's Foot Guards jusqu'en 1866.

## Annexe